# Litochlebita
La litochlebita és un mineral de la classe dels sulfurs. Honora el mineralogista txec Dr. Jiří Litochleb (1948 - 2014), antic cap del Departament de Mineralogia i Petrologia i director del Museu d'Història Natural de Praga, a la República Txeca. El doctor Litochleb va ser l'autor de nombrosos treballs sobre dipòsits d'urani, metalls base i minerals d'or, i sobre la mineralogia dels sulfo-seleno-telururs de bismut, selenurs i sulfosals de la República Txeca.

## Característiques
La litochlebita és una sulfosal de fórmula química Ag₂PbBi₄Se₈. Va ser aprovada com a espècie vàlida per l'Associació Mineralògica Internacional l'any 2009. Cristal·litza en el sistema monoclínic. La seva duresa a l'escala de Mohs és 3.
Segons la classificació de Nickel-Strunz, la litochlebita pertany a «02.H - Sulfosals de l'arquetip SnS, amb Cu, Ag, Fe, Sn i Pb» juntament amb els següents minerals: aikinita, friedrichita, gladita, hammarita, jaskolskiïta, krupkaïta, lindströmita, meneghinita, pekoïta, emilita, salzburgita, paarita, eclarita, giessenita, izoklakeïta, kobellita, tintinaïta, benavidesita, jamesonita, berryita, buckhornita, nagyagita, watkinsonita i museumita.
L'exemplar que va servir per a determinar l'espècie, el que es coneix com a material tipus, es troba conservat al Museu Nacional de Praga, amb el número de catàleg: p1p 11/2009.

## Formació i jaciments
Va ser descoberta a Zálesí, al Districte de Jeseník de la regió d'Olomouc (República Txeca). També ha estat descrita a Serra Pelada, a la localitat de Curionópolis (Pará, Brasil). Aquests dos indrets són els únics de tot el planeta on ha estat descrita aquesta espècie mineral.